# 周瑛锋
周瑛锋（1979年12月21日—），新疆维吾尔族自治区乌鲁木齐市出生，籍贯湖南，毕业于中国传媒大学，是中国中央电视台主持人。

## 生平
1979年，周瑛锋出生于新疆维吾尔族自治区乌鲁木齐市。1994年，周瑛锋考入乌鲁木齐八一中学。1997年，周瑛锋考入中国传媒大学，在大学攻读四年。大学毕业后，周瑛锋分配到新疆电视台工作。2001年，周瑛锋远赴英国伦敦留学。2004年，周瑛锋从伦敦大学亚非研究学院毕业，获得国际关系与新闻学硕士学位。
2005年，周瑛锋从伦敦政治经济学院毕业，获得媒体与传播学硕士学位。
2007年，周瑛锋开始进入中国中央电视台工作，主持《中国新闻》节目。2008年，周瑛锋主持《今日亚洲》节目。

## 家庭
周瑛锋的丈夫是投行高管，她和丈夫的身家一共拥有上千万。